# Transennella cubaniana
Transennella cubaniana is een tweekleppigensoort uit de familie van de Veneridae. De wetenschappelijke naam van de soort werd in 1853 voor het eerst geldig gepubliceerd door Alcide d'Orbigny.